# Benoît Strulus
Benoît Strulus, né le 13 novembre 1986, est un acteur et metteur en scène belge.

## Biographie
Formé au Conservatoire royal de Bruxelles, Benoît Strulus mène une carrière de comédien au théâtre en jouant Alfred de Musset, Molière, Jean Poiret, Samuel Benchetrit, Feydeau, Eugène Labiche.
Au cinéma, il tourne sous la direction de Jean-Marie Poiré, Pascal Chaumeil, Jalil Lespert, Tonie Marshall.
En 2016 à 2017, Benoît Strulus est le directeur du Théâtre de la Valette.

## Filmographie

### Cinéma
- 2020 : Le Trésor du Petit Nicolas de Julien Rappeneau : Collègue papa
- 2020 : Habib, la grande aventure de Benoît Mariage : le moine
- 2020 : Sagres de Lovisa Siren : l'agent de police
- 2016 : Les Visiteurs : La Révolution de Jean-Marie Poiré : Résistant
- 2015 : Un petit boulot de Pascal Chaumeil
- 2014 : Yves Saint Laurent de Jalil Lespert : Journaliste
- 2014 : Tu veux ou tu veux pas de Tonie Marshall : le thérapeute
- 2013 : Une chanson pour ma mère de Joël Franka : Thomas le Stagiaire
- 2013 : La Marque des anges de Sylvain White
- 2009 : Cinéman de Yann Moix : De Groote

### Télévision
- 2021 : OVNI(s), série télévisée de Antony Cordier : Georges Adepte
- 2020 : La Garçonne, série télévisée de Paolo Barzman : Raymond le caricaturiste
- 2020 : La Guerre des ondes de Laurent Jaoui, téléfilm : Assistant Dinah
- 2014 : La Douce Empoisonneuse de Bernard Stora, téléfilm : Jeune Flic
- 2014 : Marie Curie, une femme sur le front d'Alain Brunard : Antoine Lacassagne

### Doublage
- 2015 : Dope : ? ( ? )

## Théâtre

### Acteur
- 2020 : Le Médecin malgré lui de Molière, mise en scène Bernard Lefrancq, Kapelleveld
- 2019 : La Grammaire d'Eugène Labiche, mise en scène Bernard Lefrancq, Kapelleveld
- 2019 : La Ferme des animaux d'après George Orwell, Kapelleveld
- 2018 : Amandine et le Gueux de Viviane Decuypere, mise en scène Benoît Strulus, palais du Coudenberg
- 2018 : Le papillon arc-en-ciel, mise en scène Gilberte Boucher
- 2018 : J’y suis, j’y reste de Vincy-Valmy, mise en scène Bernard Lefrancq, Kapelleveld
- 2016-2017 : La Ferme des animaux, mise en scène Jean-Paul Andret
- 2016 : Diplomatie de Cyril Gély, mise en scène Michel Wright, Théâtre de la Valette
- 2015 : Une semaine...pas plus ! de Clément Michel, mise en scène Jean-Paul Andret, Théâtre la Valette
- 2014 :Albert, 12h de grâce de JP Gallet et Léonil Mc Cormick, mise en scène Léonil Mc Cormick, théâtre de la Valette et Comédie Claude Volter
- 2013-2014 : Venise sous la neige de Gilles Dyrek, mise en scène Victor Scheffer, théâtre la Valette
- 2013 : Les Lettres de mon moulin d’Alphonse Daudet, mise en scène Léonil Mc Cormick, théâtre de la Valette
- 2013 : Panique au Plazza de Ray Cooney, mise en scène Bernard Lefrancq et David Michels, Théâtre Tête d'or de Lyon
- 2012 : L’Estaminet de Rosine de Viviane Decuypere, mise en scène Raymond Pradel, Théâtre Montreux-Riviera
- 2011 : Un fil à la patte de Feydeau, mise en scène Michel Kacenelenbogen, Théâtre Le Public
- 2011 : La Puce à l’oreille de Feydeau, mise en scène Bernard Lefrancq, Théâtre royal des Galeries
- 2010 : Tout est normal de et mise en scène Loris Liberale, spectacle jeune public avec la compagnie Séquenza
- 2010 : Moins deux de Samuel Benchetrit, mise en scène Olivier Leborgne, Théâtre de la Valette
- 2009-2010 : Joyeuses Pâques de Jean Poiret avec Coming Up Productions, mise en scène Bernard Lefrancq
- 2009 : Le langue-à-langue des chiens de roche de Daniel Danis, mise en scène Georges Lini, L’Atelier 210
- 2008 : Mr et Mme Roméo et Juliette de Kishon d'après Shakespeare, mise en scène Léonil Mc Cormick, Théâtre de la Valette
- 2008 : Escurial de Ghelderode, mise en scène Marc Zinga, Pathé Palace
- 2008 : Epicoene or The Silent Woman de Ben Jonson, mise en scène Jacques Neefs, Citadelle de Namur
- 2008 : Le Malade imaginaire de Molière, mise en scène Michel de Warzée, Comédie Claude Volter
- 2007 : Le Bourgeois gentilhomme de Molière, mise en scène Eric Lefèvre, Théâtre du Gymnase à Tubize

### Metteur en scène
- 2019 : Le Dieu du carnage de Yasmina Reza, Auderghem
- 2018 : Amandine et le Gueux de Viviane Decuypere, Palais du Coudenberg